# Viana kommun, Maranhão
Viana är en kommun i Brasilien.   Den ligger i delstaten Maranhão, i den nordöstra delen av landet, 1 400 km norr om huvudstaden Brasília. Antalet invånare är 49 452. Arean är 1 162 kvadratkilometer.
Terrängen i Viana är platt.
Följande samhällen finns i Viana:
- Viana

Omgivningarna runt Viana är en mosaik av jordbruksmark och naturlig växtlighet. Runt Viana är det ganska glesbefolkat, med 38 invånare per kvadratkilometer.